# Dwarsscheeps

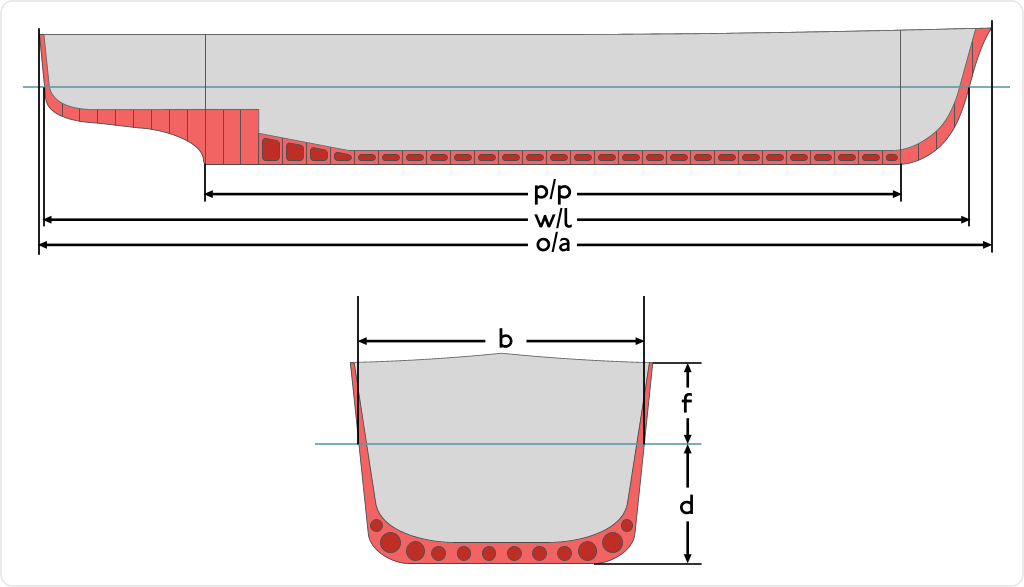
Langsscheepse en dwarsscheepse doorsnede

Dwarsscheeps is de breedterichting van een schip, loodrecht op de scheepsas. Langsscheeps is in de lengterichting van een schip, evenwijdig aan de scheepsas.